# Łukasz Biela
Łukasz Biela (ur. 25 lutego 1980) – polski koszykarz występujący na pozycjach niskiego lub silnego skrzydłowego, po zakończeniu kariery zawodniczej trener koszykarski.
24 marca 2020 został głównym trenerem Kinga Szczecin. 9 grudnia opuścił klub ze Szczecina.

## Osiągnięcia
Indywidualne
- Lider I ligi w skuteczności rzutów za 3 punkty (2006 – 46,3%)[3]